# جيانلوكا غالاسو
جيانلوكا غالاسو (بالإيطالية: Gianluca Galasso)‏ (18 يناير 1984 بلاتينا في إيطاليا - ) هو لاعب كرة قدم إيطالي في مركز الدفاع. شارك مع منتخب إيطاليا تحت 20 سنة لكرة القدم ومنتخب إيطاليا تحت 23 سنة لكرة القدم. أما مع النوادي، فقد لعب مع نادي باري ونادي ترنانا ونادي تريستينا ونادي روما ونادي ساليرنيتانا ونادي فروسينوني وAnzio Calcio 1924 ‏ وSS Racing Club Fondi ‏.

## روابط خارجية
- جيانلوكا غالاسو على موقع قاعدة بيانات كرة القدم.إي يو (الإنجليزية)